# 天主教亞特蘭大總教區
天主教亞特蘭大總教區（拉丁語：Archidiocesis Atlantensis）是美國一個羅馬天主教教省總教區，也是該國三十二個總教區之一。
總教區管轄喬治亞州西北部六十九個縣，並轄四個教區。總教區教座位於州府亞特蘭大，2010年時有教友850,000人、87個堂區和280名司鐸。現任總主教為額我略·J·哈特邁爾，輔理主教為岳厄爾·M·康曾和伯爾納鐸·E·什萊辛格三世。
亞特蘭大教區於1956年7月2日從薩凡納-亞特蘭大教區分出而成立，1962年2月10日升為總教區。